# تشارلي سانت كلود (فلم)
تشارلي سانت كلود (بالإنجليزية: Charlie St. Cloud) هو فيلم رومانسي خارق للطبيعة أمريكي تم إنتاجه في سنة 2010، الفلم مبني على رواية موت وحياة تشارلي سانت كلود لبين شيروود والتي نشرت في 2004، الفلم من إخراج بور ستيرس وبطولة زاك إيفرون وتشارلي طحان وأماندا كرو وكيم بايسنجر وراي ليوتا وأغسطس برو ودونال لوغ ،قصة الفلم تتكلم عن تشارلي سانت كلود الذي يخير بين الحفاظ على وعد أخيه الذي يموت في حادث سيارة وبين الذهاب مع الفتاة التي يحبها، وفي بعض الأسواق كان اسم الفلم نفس اسم الرواية.

## البطولة
- زاك إيفرون بدور تشارلي سانت كلود
- تشارلي طحان بدور سام سانت كلود
- أماندا كرو بدور تيس كارول
- كيم بايسنجر بدور كلير سانت كلود
- راي ليوتا بدور فلوريو فيرينتي
- أغسطس برو بدور ألستاير وولي
- دونال لوغ بدور تينك ويذربري
- تيغان موز بدور سيندي
- ديف فرانكو بدور تيموثي باتريك سوليفان
- كريس ماسوغليا بدور سام سانت كلود الكبير (مشاهد محذوفة)

## وصلات خارجية
- مقالات تستعمل روابط فنية بلا صلة مع ويكي بيانات
- الموقع الرسمي
- تشارلي سانت كلود على قاعدة بيانات الأفلام على الإنترنت
- تشارلي سانت كلود على بوكس أوفيس موجو
- تشارلي سانت كلود على موقع الطماطم الفاسدة